# Sclerogibba dissimilis
Sclerogibba dissimilis is een vliesvleugelig insect uit de familie van de Sclerogibbidae. De wetenschappelijke naam van de soort is voor het eerst geldig gepubliceerd in 1956 door Stefani.